# Niquemadu III
Niquemadu III (Niqmaddu III) foi o sétimo governante conhecido de Ugarite, uma antiga cidade no noroeste da Síria, reinando de 1225 a 1 220 a.C. em sucessão de seu pai Ibiranu. Recebeu o nome do rei Niquemadu I, que significa "Adu vindicou", de modo a reforçar as supostas origens de sua dinastia nos amorreus. Um texto dos arquivos de Urtenu cita que era casado com uma princesa hitita de nome incerto. É mencionado em muitos textos jurídicos, principalmente numa ação judicial entre ele e "Cumia-Ziti", provavelmente um rico comerciante de Ura. O autor do tablete é "Nu?me Rasape?", que é descrito como escriba conhecido desde os dias de Amitanru II, e outro texto jurídico sobre o "Caso de Quililia, o sacerdote de Istar", que foi testemunhado pelas mesmas testemunhas e escrito pelo mesmo escriba.